# 난징 대학살 희생자 기념관

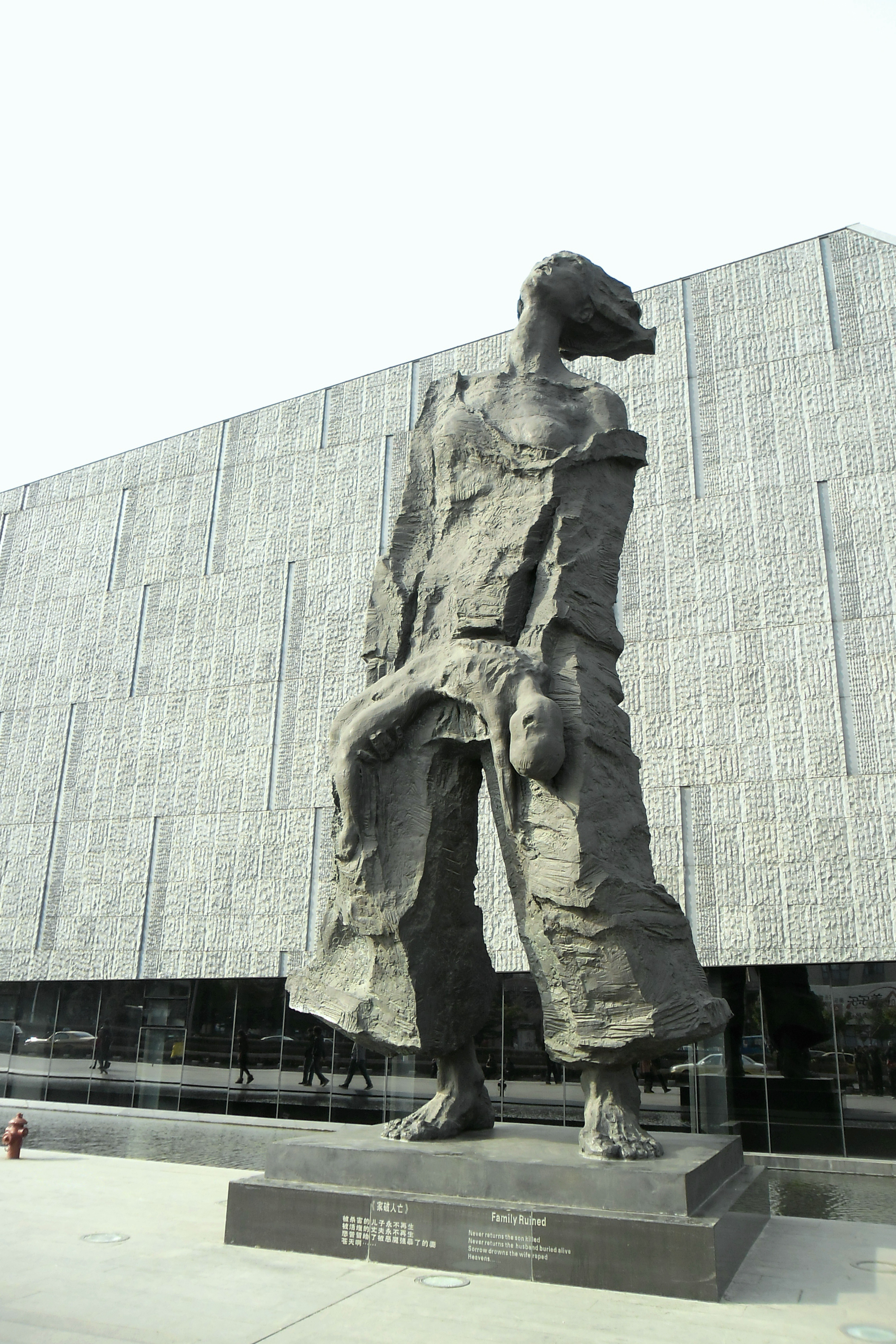

일본 침략자들에 의한 난징 대학살 희생자 기념관(중국어: 侵华日军南京大屠)은 1937년 12월 13일 당시 중화인민공화국의 수도였던 난징시가 함락된 후 그 일대에서 일본 제국 육군의 난징 대학살 희생자들을 추모하는 박물관이다. 장둥먼(江东门)으로 알려진 난징 시내의 남서쪽 모퉁이에 위치해 있으며, 수천 구의 시신이 "완런컹"(중국어 간체: 万人坑, 정체자: 萬人坑, 병음: wàn rén kēng, 의미: 만인의 구덩이)에 매장됐다.

## 난징 대학살
1937년 12월 13일, 일본군은 당시 중화민국 (1912년~1949년)의 수도였던 난징(당시 '난킹'으로 표기)을 점령했다. 일본군은 점령 첫 6~8주 동안 강간, 방화, 약탈, 고문, 대량 처형 등 수많은 잔학 행위를 저질렀다. 중국은 약 30만 명의 민간인과 비무장 군인이 잔혹하게 학살된 것으로 추정하고 있다. 이 추정치는 난징 전범재판소의 매장 기록과 목격자 진술을 바탕으로 이루어졌으며 다니 히사오에 대한 판결에 포함되었다. 시체가 거리에 널려 있고 몇 주 동안 강에 떠다니는 것이 목격되었으며, 도시의 많은 구조물이 불에 탔는다. 수많은 상점, 상점, 주택이 약탈당했다.
일본군은 중국인 포로들을 대상으로 살상대회와 총검연습도 벌인 것으로 전해졌다. "국제 군사 재판소의 판결"에 따르면 점령 첫 달 동안 도시 내에서 약 2만 건의 강간 사건이 발생했다. 어린이와 노인, 비구니들까지 일본군에 의해 고통을 받았다고 한다.